# ويلي سانيول
ويليام ويلي سانيول (بالفرنسية: Willy Sagnol)؛ لاعب كرة قدم فرنسي دولي معتزل كان يلعب في خط الدفاع كظهير أيمن . وهو من مواليد 18 مارس 1977 في فرنسا، وهو حاليا يدرب منتخب جورجيا لكرة القدم. اعتزل اللعب عام 2008 مع بايرن ميونخ. بعد الاعتزال بدأ ويلي سانيول مسيرته كمدرب عام 2012. بدأ مسيرته كلاعب عام 1990 مع سان ايتيان. عندما كان لاعباً خاض 304 مباراة وكان يلعب كمدافع.

## الجوائز والإنجازات

### الإنجازات مع النادي أو المنتخب
| النادي أو المنتخب      | البطولة                | مرات الفوز | الأعوام أو المواسم |
| ---------------------- | ---------------------- | ---------- | ------------------ |
| منتخب فرنسا لكرة القدم | كأس العالم لكرة القدم  | وصيف       | 2006               |
| منتخب فرنسا لكرة القدم | كأس القارات لكرة القدم | 2          | 2001 , 2003        |
| بايرن ميونخ            | دوري أبطال أوروبا      | 1          | 2000 - 2001        |

## روابط خارجية
- ويلي سانيول على موقع الاتحاد الدولي (مؤرشف)  (الإنجليزية)
- ويلي سانيول على موقع الاتحاد الأوربي (الإنجليزية)
- ويلي سانيول على موقع رابطة كرة القدم الفرنسية للمحترفين (الإنجليزية)
- ويلي سانيول على موقع قاعدة بيانات كرة القدم.إي يو (الإنجليزية)
- ويلي سانيول على موقع بيانات كرة القدم. دي إي (الألمانية)
- ويلي سانيول على موقع ليكيب (الفرنسية)
- ويلي سانيول على موقع ناشيونال فوتبول تيمز (الإنجليزية)
- ويلي سانيول على موقع Soccerbase.com (لاعب) (الإنجليزية)
- ويلي سانيول على موقع Soccerbase.com (مدرب) (الإنجليزية)
- ويلي سانيول على موقع Soccerway.com (الإنجليزية)